# Stowe (Shropshire)
Stowe – wieś w Anglii, w hrabstwie Shropshire. Leży 43 km na południowy zachód od miasta Shrewsbury i 220 km na północny zachód od Londynu.